# 建筑技术 (期刊)
《建筑技术》是中国大陆工程科技类月刊，创刊于1970年，编辑部位于北京市。此刊物由北京建工集团主办。
《建筑技术》在2018年被中华人民共和国国家新闻出版广电总局新闻报刊司评为2017年全国“百强报刊”。